# Low Voltage
Low Voltage ist das 2010 erschienene, fünfte Studioalbum der deutschen Band The BossHoss. Das Album ist ein Best-of-Album von zwölf schon auf vorigen Alben der Band vertretenen Liedern und drei Coverstücken. Dabei wurden die Titel mit dem Deutschen Filmorchester Babelsberg und der Bläsergruppe „Tijuana Wonderbrass“ neu eingespielt. Laut Leadsänger Boss Burns stellt Low Voltage „eine Hommage an AC/DCs High Voltage“ dar.

## Titelliste
| Titel | Titel des Stücks      | Länge | Autor                              | Länge des Originals |
| ----- | --------------------- | ----- | ---------------------------------- | ------------------- |
| 1     | Stallion Battalion    | 4:16  | Power                              | 3:11                |
| 2     | Have Love Will Travel | 2:59  | Berry                              |                     |
| 3     | Rodeo Queen           | 3:56  | Power                              | 3:46                |
| 4     | Shake & Shout         | 4:09  | Power                              | 3:29                |
| 5     | Go!Go!Go!             | 4:18  | Power                              | 3:12                |
| 6     | Rodeo Radio           | 4:02  | Power                              | 2:47                |
| 7     | Close                 | 2:58  | Power                              | 3:03                |
| 8     | I Say a Little Prayer | 3:52  | Bacharach/David                    | 2:57                |
| 9     | Break Free            | 3:53  | Power                              | 3:38                |
| 10    | Mary Marry Me         | 4:59  | Power                              | 4:47                |
| 11    | Gay Bar               | 3:32  | Martin/Selph/Nawara/Frezza/Spencer | 3:14                |
| 12    | Remedy                | 3:08  | Power                              |                     |
| 13    | Sugarman              | 4:31  | Rodriguez                          |                     |
| 14    | No One Knows          | 4:25  | Homme                              |                     |
| 15    | Last Day              | 3:59  | Power                              | 3:54                |

## Allgemeines
Low Voltage belegte Platz sieben in Deutschland, Platz 49 in Österreich und Platz 69 in der Schweiz und war damit weniger erfolgreich als das Vorgängeralbum. The BossHoss spielten auf der Tour zu Do or Die einige Titel unplugged, und aufgrund der positiven Reaktionen seitens des Publikums beschlossen sie, ein Best-of-Album aufzunehmen.
Wie schon bei den vier vorigen Alben war Hoss Power hier nicht nur als Produzent, sondern auch als Arrangeur und Abmischer tätig. Als Toningenieur tritt hier erstmals Guss Brooks auf, das Schlagzeug und die Perkussionsinstrumente wurden von Sir Frank Doe und Ernesto Escobar de Tijuana aufgenommen. Das Grafikdesign übernahm wie gewohnt Boss Burns.

## Erläuterungen zu den einzelnen Stücken

### Stallion Battalion
Das Lied wurde deutlich entschleunigt und um 1:15 Minuten verlängert. Hoss Power spielt entgegen dem Original akustische Gitarre, die Bläser übernehmen eine tragende Rolle und verdrängen damit die Gitarrenparts des Originals.

### Have Love Will Travel
Im Original von Richard Berry geschrieben, weist es große Ähnlichkeiten mit der Version der Sonics auf, nach deren Lied The Real BossHoss die Band 2004 benannt wurde.

### Rodeo Queen
Einzige große Veränderungen gegenüber dem Original stellen die Streicher im Hintergrund und die Backing Vocals dar, die in dieser Version wegfielen. Das Stück wurde um 26 Sekunden verlängert. Im Intro werden die Harmonien von Burns gesungen.

### Shake & Shout
Das Lied wurde genauso wie Stallion Battalion deutlich entschleunigt und um 40 Sekunden verlängert.

### Go!Go!Go!
Das Intro von Do or Die wurde in dieser Version verkürzt.

### Rodeo Radio
Rodeo Radio wurde um 1:09 Minuten verlängert.

### Close
Entgegen der Version auf Do or Die treten im Intro die Streicher und im Refrain auch die Bläser deutlich hervor. Von den Schlaginstrumenten sind lediglich einige Trommel- und Beckenakzente (gespielt von Doe) sowie ein Shaker im Refrain (gespielt von de Tijuana) zu hören.

### I Say a Little Prayer
I Say a Little Prayer wurde gegenüber der Version auf Rodeo Radio um 55 Sekunden verlängert.

### Break Free
Das Intro und die erste Strophe ist im Gegensatz zu dem Original wesentlich leichter gestaltet, was wiederum dem Break zum Refrain eine andere Wirkung gibt.

### Mary Marry Me
Das einzige Lied, das entgegen dem Original verkürzt wurde. Im Original wird es nur von Hoss Power gesungen, begleitet von einer akustischen und einer elektrischen Gitarre. Die elektrische Leadgitarre wurde gegen eine akustische getauscht und wird von Streichern begleitet.

### Gay Bar
Gay Bar wurde entgegen der Version auf Stallion Battalion um 18 Sekunden verlängert. Die Gitarre wurde vollkommen herausgenommen und das gesamte Lied wird weniger als halb so schnell gespielt. Die Bassdrum-Linien im Intro bzw. in der Bridge wurden weggelassen. Das Intro wird nicht auf der E-Gitarre, sondern auf einer Flöte gespielt.

### Remedy
Das einzige Stück, das vom Debütalbum Internashville Urban Hymns zu der Kompilation dazu genommen wurde.

### Sugarman
Das Lied wurde zuvor erstmals von Sixto Diaz Rodriguez aufgenommen. Von The BossHoss wurde der Titel zunächst als Bonustrack auf der Deluxe-Edition von Stallion Battalion veröffentlicht. Entgegen dem Original von Rodriguez wurden bei Intro und Strophe Gitarren und eine Bläsergruppe eingesetzt.

### No One Knows
Das Lied wurde von Josh Homme geschrieben. Im Intro wurde zum ersten Mal auf einer Veröffentlichung von The BossHoss eine Pauke gespielt. Doe kommt erst im zweiten Viertel des Stücks zum Einsatz. Den leitenden Part des Chorus übernehmen statt der Gitarren die Bläser.

### Last Day
Vor das Intro des Originals wurde ein weiterer Teil gesetzt. Die Perkussionsinstrumente treten deutlicher hervor als auf Do or Die.